# Ях'я ібн Тамім
Ях'я ібн Тамім (араб. يحيى بن تميم‎; д/н–1116) — 6-й емір держави Зірідів в Іфрікії у 1108—1116 роках.

## Життєпис
Походив з династії Зірідів. Син еміра Таміма, після смерті якого у 1008 році успадкував трон. Намагався продовжити політику батька з відновлення колишніх кордонів держави. Спочатку придушив заколот в фортеці Келібія. Потім дипломатичними заходами приборкав місто Сфакс, де вже оголосили його сина Алі новим еміром.
Згодом знову визнав зверхність Фатімідського халіфату, сподіваючи отримати допомогу від бедуїнів з племен хілал і сулайм, яких раніше відправили Фатіміди проти повсталого діда Ях'ї — аль-Муїзза.
Після цього розпочав піратську війну проти Сардинії, Генуезької республіки, Провансу і Сицилійського королівства. В результаті скарбниця знову стала поповнюватись, збільшилася кількість рабів. У квітні 1116 року емір раптово помер в Махдії. За свідченнями ібн Ідарі Ях'ю було вбито його братами, яких він перед тим вигнав з палацу. Трон спадкував син Алі.